# Glomerulus microps
Glomerulus microps är en kräftdjursart som först beskrevs av Gustav Budde-Lund 1904.  Glomerulus microps ingår i släktet Glomerulus och familjen Armadillidae. Inga underarter finns listade i Catalogue of Life.